# وویتو کولو
وویتو کولو (انگلیسی: Voitto Kolho; ۶ فوریهٔ ۱۸۸۵ – ۴ اکتبر ۱۹۶۳) Senior engineer، کارگردان فنی، machine shop engineer, assistant teacher of mechanical engineering اهل فنلاند بود.
وی در مسابقات کشوری و بین‌المللی در مجموع برندهٔ ۱ مدال برنز شده‌است.